# Rungstedlundfonden
Rungstedlundfonden er en selvejende institution, som blev oprettet den 27. juli 1958 efter ønske af Karen Blixen og hendes søskende.
Fondens formål er dels at bevare Rungstedlund som en selvejende institution og at opretholde et fuglereservat på ejendommen, dels at anvende hovedbygningen til et kulturelt og videnskabeligt formål. Udtrykket "kulturelt og videnskabeligt formål" er Karen Blixens testamentariske ønske om, at Rungstedlund skulle være hjemsted og domicil for Det Danske Akademi.
Siden Karen Blixen Museets åbning i 1991 har Rungstedlundfondens bestyrelse årligt uddelt Rungstedlund-prisen på Karen Blixens fødselsdag den 17. april.